# Баума, Хермине
Хермине Баума (нем. Hermine Bauma; 23 января 1915 — 9 февраля 2003) — австрийская легкоатлетка и гандболистка, олимпийская чемпионка.
Хермине Баума родилась в 1915 году в Вене. В 1936 году приняла участие в Олимпийских играх в Берлине, и почти завоевала бронзовую медаль, став 4-й в метании копья.
В 1948 году Хермине Баума установила мировой рекорд в метании копья. В 1948 году она опять установила мировой рекорд, а также приняла участие в Олимпийских играх в Лондоне, где завоевала золотую медаль. В 1949 году в составе сборной Австрии приняла участие в чемпионате мира по гандболу, где завоевала серебряную медаль. В 1950 году завоевала серебряную медаль чемпионата мира по лёгкой атлетике. В 1952 году приняла участие в Олимпийских играх в Хельсинки, но там в метании копья стала лишь 9-й.
В 1984 году получила Серебряный Олимпийский орден.
В 1996 году была награждена почётным знаком «За заслуги перед Австрийской Республикой».